# MTV ao Vivo: Nando Reis & Os Infernais - Bailão do Ruivão
MTV ao Vivo: Nando Reis & Os Infernais - Bailão do Ruivão é o terceiro álbum ao vivo e o terceiro DVD do cantor e compositor brasileiro Nando Reis em carreira solo, gravado em 11 e 12 de agosto de 2010 no Carioca Club, em São Paulo, e lançado pela Universal Music. O álbum conta com a participação da Banda Calypso e da dupla Zezé Di Camargo & Luciano.

## Faixas
1. Vênus
2. Agora Só Falta Você
3. Não Me Deixe Nunca Mais
4. Whisky a Go Go
5. Fogo e Paixão/My Pledge of Love
6. I Can See Clearly Now
7. Islands in the Stream (part. Micheline Cardoso)
8. Muito Estranho (Cuida Bem de Mim)
9. Could You Be Loved (part. Zafenate)
10. You And I
11. Chorando se Foi (part. Banda Calypso)
12. Bichos Escrotos
13. Gostava Tanto de Você
14. Você Pediu e Eu Já... (part. Zezé Di Camargo & Luciano)
15. Severina Xique Xique
16. Você Não Vale Nada
17. Frevo Mulher
18. Lindo Balão Azul
19. Do Seu Lado (part. Zezé Di Camargo & Luciano; extras)

## Créditos

#### Os Infernais
- Nando Reis: voz e violão
- Carlos Pontual: guitarra
- Alex Veley: teclados
- Felipe Cambraia: baixo
- Diogo Gameiro: bateria

#### Músicos convidados
- Hannah Lima e Micheline Cardoso: vocais de apoio
- Jander Dornellas, Julian Dornellas e Wilson Cacique: vocais ("Bichos Escrotos")

#### Produção
- Flávio Senna: gravação e mixagem
- Flávio Neto: assistente de gravação
- Bruno Leon e Mauro Araújo: assistentes de mixagem
- Carlos Freitas: masterização